# 堺村 (福井県)
堺村（さかいむら）は福井県南条郡にあった村。現在の南越前町の南部にあたる。
本項では発足当時の名称である鹿見村（しかみむら）についても述べる。

## 地理
- 山岳：笹ヶ峰、美濃俣丸、三国岳、上谷山、焼尾山、足澗山、鉢伏山、船ヶ洞山、赤谷山、天草山、源平谷山
- 河川：日野川

## 歴史
- 1889年（明治22年）4月1日 - 町村制の施行により、合波村、大門村、孫谷村、板取村、荒井村、八飯村、宇津尾村、枡谷村、橋立村、広野村、岩谷村及び大河内村の区域をもって、鹿見村が発足する。
- 1890年（明治23年）3月6日 - 鹿見村が名称を変更して、堺村となる。
- 1955年（昭和30年）4月1日 - 今庄村、堺村、宅良村及び湯尾村が合併して、今庄町が発足する。

## 交通

### 道路
- 北陸道（現・国道365号）